# Telma Rufino
Telma Rufino Alves (Brasília, 12 de agosto de 1968) é uma política brasileira, atualmente ex-deputada distrital, filiada ao Movimento Democrático Brasileiro (MDB), foi administradora Regional de Arniqueira, uma região administrativa do Distrito Federal, e deputada distrital por dois mandatos.

## Biografia
Rufino foi eleita deputada distrital na eleição de 2014 com 11.364 votos, ou 0,75% dos votos válidos, sendo a quarta mulher mais bem votada na eleição e a décima quarta no geral.
Nas eleições legislativas de 2018, Rufino foi reeleita deputada distrital com 11.715 votos (0,79%), sendo a segunda mulher mais votada e a décima sétima no geral.
Em 6 de novembro de 2019, Rufino foi eleita presidente da Comissão Parlamentar de Inquérito (CPI) sobre feminicídio no legislativo distrital.
Em 13 de novembro de 2019, o governador Ibaneis Rocha designou Rufino para o cargo de administradora regional de Arniqueira.
A população da região, criada em setembro daquele ano, foi estimada em 45 mil habitantes.
Atualmente Telma Rufino é suplente de Deputado Distrital, partido MDB.

### Desempenho eleitoral
| Ano  | Cargo                                  | Votos  | Partido | Resultado  | Ref.   |
| ---- | -------------------------------------- | ------ | ------- | ---------- | ------ |
| 2010 | Deputada distrital do Distrito federal |        | PRP     | Não eleita |        |
| 2014 | Deputada distrital do Distrito federal | 11.364 | PPL     | Eleita     | [ 17 ] |
| 2018 | Deputada distrital do Distrito federal | 11.715 | PROS    | Eleita     | [ 18 ] |